# Svatne
Svatne (nemško Schlatten) je naselje v Občini Šentjakob v Rožu v Okraju Beljak-dežela na Koroškem v Avstriji.